# Sigurd Evjen
Sigurd Evjen, född 1894, död 1956, var en norsk meteorolog.
Evjen var 1918–1920 assistent vid Det meteorologisk-magnetiske observatorium på Hadde, och blev 1921 meteorolog vid Det geofysiska institutet i Tromsø samt 1928 bestyrer vid samma institut, som samtidigt fick namnet Värvarslingen for Nordnorge.